# Linares (Chili)
Pour les articles homonymes, voir Linares.
Linares est une ville et une commune du Chili, chef-lieu de la province du même nom elle-même rattachée à la région du Maule. En 2002 la commune comptait 83 249 habitants et la ville, 68 224 habitants.

## Géographie

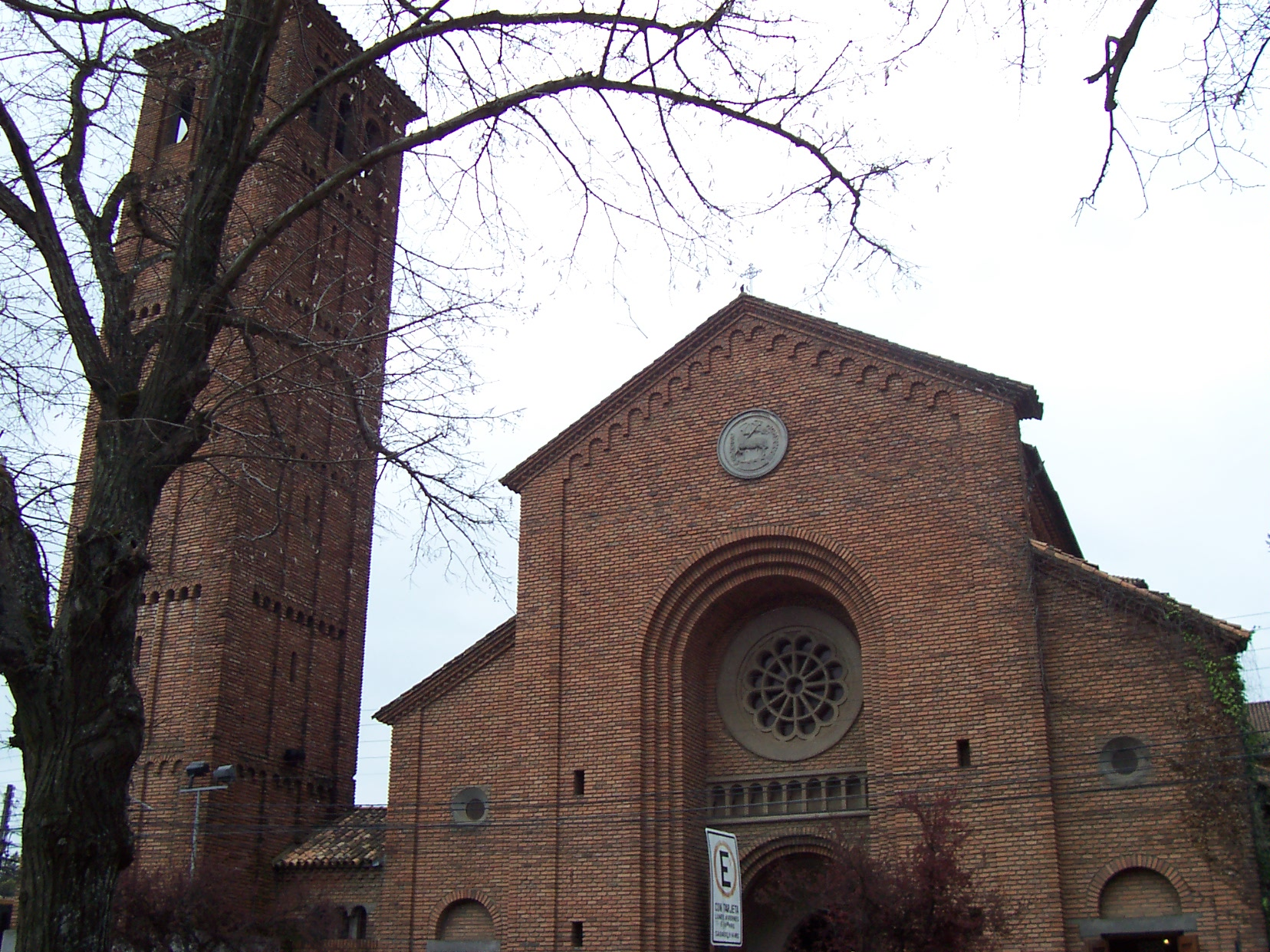
Cathédrale San Ambrosio de Linares.

La commune de Linares est située dans la Vallée Centrale du Chili. L'altitude du chef-lieu est de 164 mètres. Située près du « piémont » de la cordillère, Linares est entourée de campagnes et de vignes. Linarès se trouve à 304 km au sud de Santiago du Chili (environ 3 heures 1/2 de route). La commune est traversée par le chemin de fer entre Santiago et Puerto Montt et par l'Autoroute panaméricaine. La nouvelle section de l'autoroute, qui mène de Santiago à Puerto Montt, a nettement raccourci le temps de trajet entre les villes du plateau central.

## Histoire
Linares a été fondée le 23 mai 1794 par Ambrosio O'Higgins, le vice-roi du Pérou et père de Bernardo O'Higgins, le Libérateur du Chili. Le nom originel de la ville était Villa de San Ambrosio de Linares.

## Économie
C'est une région principalement agricole d'où le Chili tire une partie de sa production pour l'exportation. La région dispose également de bons vignobles (voir Viticulture au Chili). L'arboriculture fruitière y est également très développée.

## Climat
Le climat de la ville et de la province, comme celui de ses voisines, est méditerranéen, aux étés chauds et aux hivers moyennement pluvieux et froids.
| Mois                                        | Janv     | Févr    | Mars     | Avril    | Mai       | Juin      | Juill     | Août     | Sept     | Oct      | Nov      | Déc     | Année         |
| ------------------------------------------- | -------- | ------- | -------- | -------- | --------- | --------- | --------- | -------- | -------- | -------- | -------- | ------- | ------------- |
| Température moyenne °F (°C)                 | 70 (21)  | 69 (21) | 63 (17)  | 57 (14)  | 52 (11)   | 48 (9)    | 47 (8)    | 49 (9)   | 52 (11)  | 57 (14)  | 62 (17)  | 68 (20) | 58 (14)       |
| Haute température moyenne °F (°C)           | 87 (31)  | 85 (29) | 78 (26)  | 70 (21)  | 61 (16)   | 55 (13)   | 55 (13)   | 58 (14)  | 63 (17)  | 69 (21)  | 76 (24)  | 83 (28) | 70 (21)       |
| Basse température moyenne °F (°C)           | 54 (12)  | 54 (12) | 49 (9)   | 44 (7)   | 44 (7)    | 42 (6)    | 39 (4)    | 40 (4)   | 42 (6)   | 46 (8)   | 49 (9)   | 54 (12) | 46 (8)        |
| Niveau de précipitations annuelles in. (mm) | 0.4 (10) | 0.1 (3) | 0.8 (20) | 1.8 (45) | 6.4 (163) | 7.3 (187) | 8.1 (206) | 4.0 (61) | 3.3 (83) | 0,8 (20) | 0,5 (13) | 0,3 (8) | 27.4 (694.13) |
| Source : Weatherbase                        |          |         |          |          |           |           |           |          |          |          |          |         |               |

## Démographie
En 2012, la population de la commune s'élevait à 87 661 habitants. La superficie de la commune est de 1 466 km2 (densité de 57 hab./km²)

## Personnages illustres

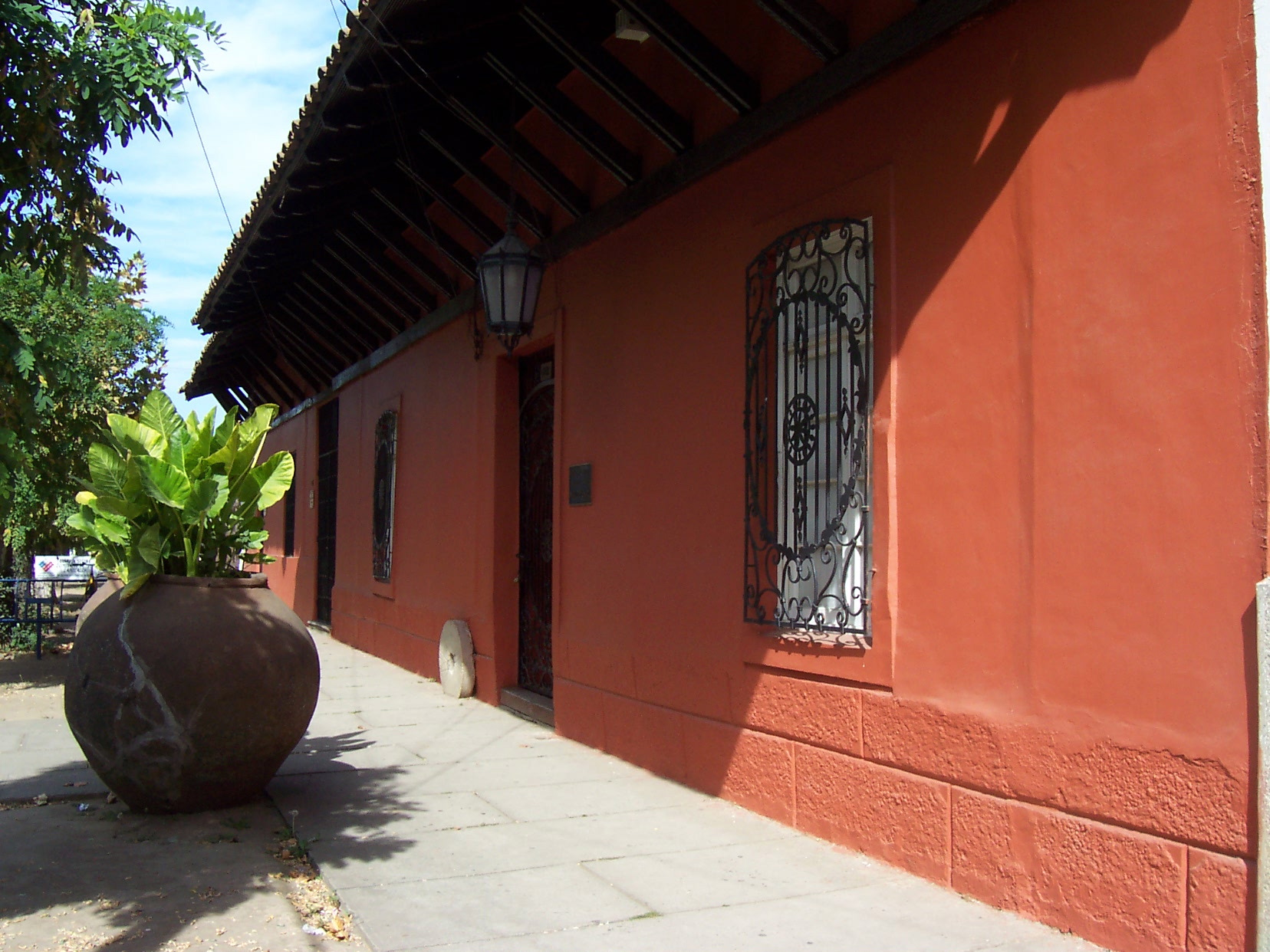
Musée des artistes et des artisans/Museo de Arte y Artesanía, Linares.

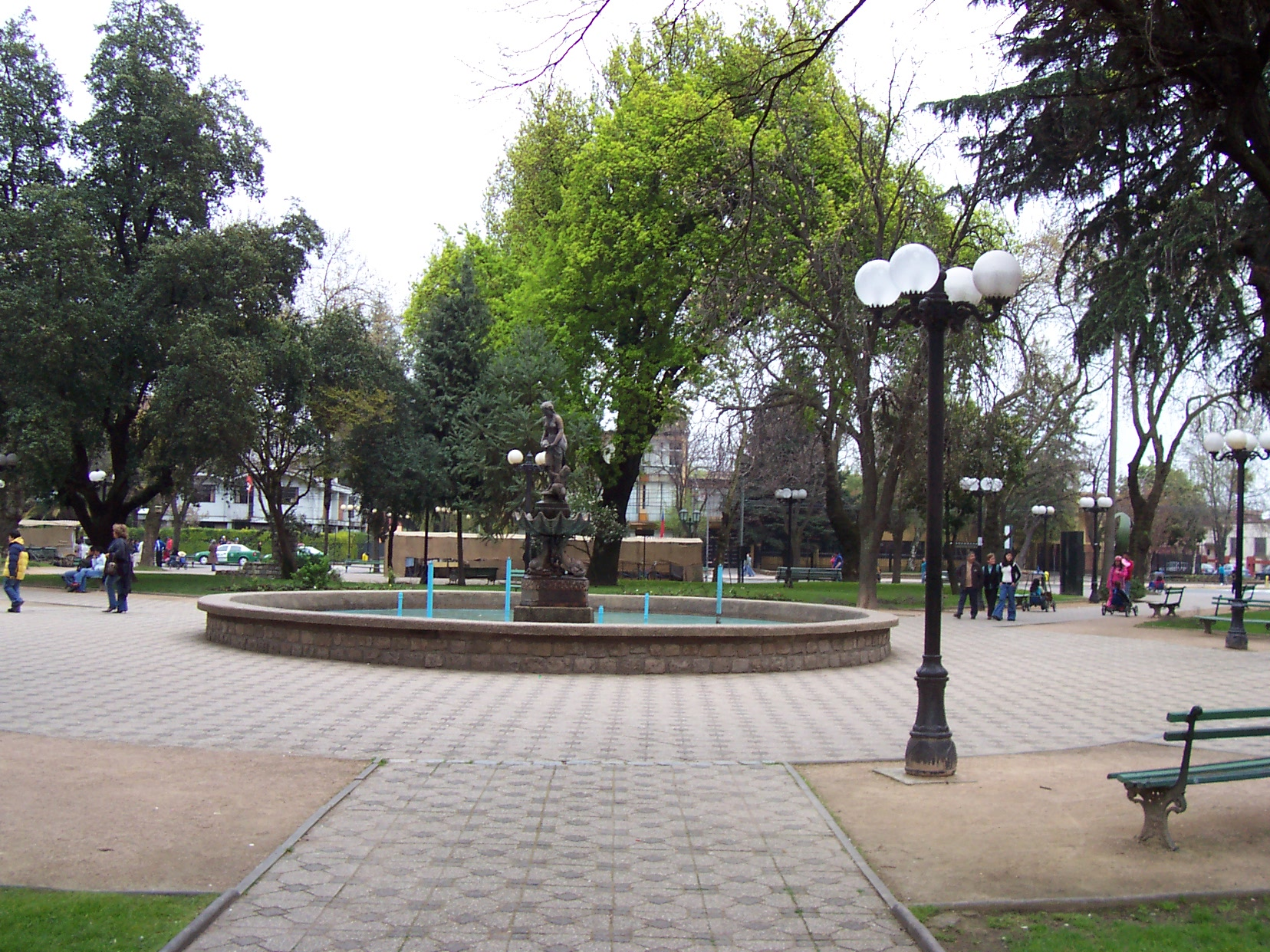
Place d'armes, Linares, Chile.

Quelques personnages illustres ont leur nom associé à cette province ou y sont nés :
- Juan Ignacio Molina (Abate Molina), prêtre Jésuite et naturaliste chilien ;
- Carlos Ibáñez del Campo, militaire, homme politique et deux fois président du Chili ;
- Arturo Alessandri Palma, homme politique, homme d'État et deux fois président du Chili ;
- Valentin Letelier, enseignant, auteur et homme politique.

### Artistes
- Pablo Neruda, célèbre poète, lauréat du Prix Nobel de littérature en 1971. Né à Parral, province de Linares, le 12 juillet 1904
- Margot Loyola, musicienne, chanteuse et figure du folklore et de la musique populaire chilienne
- Manuel Francisco Mesa Seco, écrivain et poète
- Eduardo Anguita, écrivain
- Rubén Campos Aragón, poète
- Max Jara, écrivain
- Jerónimo Lagos Lisboa, écrivain et poète

## Politique

### Élection présidentielle chilienne de 2005, résultats dans la commune de Linares

#### Premier tour électoral: Dimanche 11 décembre 2005
|   | Candidat                   | Parti ou coalition                            | Votes  | % (exprimés) | Résultats nationaux             |
| 1 | Sebastián Piñera Echenique | Renovación Nacional/Alliance pour Chili (APC) | 12 974 | 31,8 %       | Qualifié pour le deuxième tour  |
| 2 | Michelle Bachelet Jeria    | Socialiste/CPD                                | 16 338 | 40,0 %       | Qualifiée pour le deuxième tour |
| - | -------------------------- | --------------------------------------------- | ------ | ------------ | ------------------------------- |
| 3 | Tomás Hirsch Goldschmidt   | Parti Humaniste/JPM                           | 1 418  | 3,5 %        | éliminé                         |
| 4 | Joaquín Lavín Infante      | UDI                                           | 10 123 | 24,8 %       | éliminé                         |

Source : Tricel « http://www.tribunalcalificador.cl/ficha_noticia.php?noticia_id=72; »(Archive.org • Wikiwix • Archive.is • Google • Que faire ?)

#### Deuxième tour: Dimanche 15 janvier 2006
|   | Candidat                   | Parti ou coalition                            | Votes  | % (exprimés) | Résultats nationaux |
| - | -------------------------- | --------------------------------------------- | ------ | ------------ | ------------------- |
| 1 | Sebastián Piñera Echenique | Renovación Nacional/Alliance pour Chili (APC) | 22 385 | 53,8         |                     |
| 2 | Michelle Bachelet Jeria    | Socialiste/CPD                                | 19 227 | 46,2         | President           |

Source : Tricel  (PDF)|-

### Intendant (Intendente) de laRégion du Maule
- Alexis Sepúlveda Soto

### Gouverneur provincial
- Province de Linares : Luis Suazo Roca

### Députés
| Circonscription    | Communes comprises dans la Circonscription 39            | Députés (Parti)                       |  |
| ------------------ | -------------------------------------------------------- | ------------------------------------- |  |
| Circonscription 39 | Linares, Colbún, San Javier, Villa Alegre, Yerbas Buenas | Osvaldo Palma (RN), Jorge Tarud (PPD) |  |

### Sénateurs

Position de Linares (en rouge) au sein de la région du Maule.

| Circonscription sénatoriale | Communes comprises dans la Circonscription Región del Maule, Sur                                               | Sénateurs (Parti)                                        |  |
| (11) Región del Maule (Sur) | Linares, Colbún, San Javier, Villa Alegre, Yerbas Buenas, Longaví, Retiro, Parral, Cauquenes, Pelluhue, Chanco | Jaime Naranjo Ortiz (PS), Hernán Larraín Fernández (UDI) |  |